# Buzád István
Buzád István (Zala vármegye, ? – Csázma, 1247. július 10.) magyar katolikus főpap.

## Élete

### Pályája eleje
Pápai szubdiákonus, 1224-től aradi prépost, 1224–1225 között királyi kancellár. A Magyar Archontológiában 1225-től választott, 1226 és 1247. július 10. között tényleges zágrábi megyéspüspök.

### Konfliktusok
1226-ban – mivel nem jelent meg a közte és a pannonhalmi főapát között –, a Dráván túli tizedek ügyében 1160 óta húzódó per tárgyalásán, vesztesnek mondták ki, és 60 ezüst márka bírságra ítélték. Buzád Rómába ment, hogy igazát kiharcolja, útjára a káptalantól 120 márka ezüstöt kapott. Ott kieszközölte, hogy a főapáttal egyességre utasítsák. Megpróbálta egyházmegyéjét kivonni a kalocsai érsek joghatósága alól, és azt egyesíteni a lehanyatlott Spalatói érsekséggel. Megnyerte ügyének Kálmánt, Szlavónia hercegét, aki 1240 májusában követe útján ígérte a pápának, hogy a zágrábi érsekségnek át fogja engedni egész hercegi jövedelmét. A pápa utasította, hogy ehhez előbb a zágrábi és a spalatói káptalant nyerje meg. A kísérletnek a tatárdúlás vetett véget, valamint az a tény, hogy az esztergomi és a kalocsai érsek egyaránt ellenezte az egyesítést.

### Építkezések
1227-ben a kanonokoknak adományozta a zágrábi és Zágráb vidéki pénzjövedelmeket, a goricai tizedet és épületeket. 1230 májusában Ugrin kalocsai érsek előtt megegyezett a templomosokkal, melynek eredményeként Vaska a püspöké, míg Raszjeka a lovagok birtoka lett. 1232-ben alapította a Szentlélekről elnevezett, 12 kanonokból álló csázmai társaskáptalant, melynek 1237-ben 2 kápolna jövedelmét adta, kikötve azt, hogy a kanonokok a tudományokkal foglalkozzanak. A bogumilok ellen behívta a domonkosokat, s Csázmán templomot, rendházat és birtokot adott nekik. Ekkor telepedtek le a pálosok a Zágráb melletti Remetén. Ivanicsra bencés apácákat hozatott, akiknek rendházat és templomot építtetett. 1232-ben megegyezett a pannonhalmi főapáttal, aki 4 Dráván túli kápolna jövedelme ellenében a tizedekről lemondott, s 500 ezüst márka kárpótlást fizetett Buzádnak. Egyességüket IX. Gergely pápa 1232. július 22-én megerősítette. 1241-ben a mongolok elől a Tengermellékre menekült. IV. Béla egyik kísérője, majd segítője az újjáépítésben. 1245-ben megíratott egy Liber questionum et sententiarum című könyvet, hogy a papnak készülők megtanulhassák a legszükségesebbeket. 1246-ban domonkos apácákat telepített egyházmegyéjébe, Zágrábot és Csázmát három esztendő alatt helyreállíttatta.

## Megjegyzés
Ismerőse, Tamás spalatói főesperes szerint igen gazdag, pompakedvelő, jóindulatú, előzékeny, de dicsőséghajhász volt.